# 125省道 (上海市)
125省道，即北青线，是中華人民共和國上海市的省道，全长共计26.785千米。该道路由北翟路、北青公路组成，起點位於長寧區上海外环高速公路互通处，終點位於江苏省昆山市的淀山湖公安检查站，并与江苏省 256省道相接。